# レイモンド・リットルトン
レイモンド・アーサー・リットルトン（Raymond Arthur Lyttleton、1911年5月7日 - 1995年5月16日）は、イギリスの天体物理学者。フレッド・ホイルとともに重力天体に対して星間ガスが降着するモデルの研究などを行った。
バーミンガム近郊に生まれた。ケンブリッジ大学、プリンストン大学に学んだ。1937年にケンブリッジ大学に戻り、フレッド・ホイルとともに理論天文学の研究グループを創設した。
フレッド・ホイル、ヘルマン・ボンディとともに重力天体に星間ガスが降着するモデルの理論的な考察や、ボンディとともに地球の潮汐作用による地球の自転の早さの低下が液体のコアの運動への影響などの研究がある。
1955年に王立協会フェローに選出。1959年に王立天文学会ゴールドメダル、1965年に王立協会のロイヤルメダルを受賞した。